# 1956 في ألمانيا
فيما يلي قوائم الأحداث التي وقعت خلال عام 1956 في ألمانيا.

## سياسة

### تعيين في المنصب
- 20 فبراير – فريتز شتاينهوف رئيس وزراء شمال الراين وستفاليا [الإنجليزية]‏.
- 16 أكتوبر – فرانز جوزيف ستراوس وزير الدفاع الألماني.

### انتهاء فترة المنصب
- 20 فبراير – كارل أرنولد رئيس وزراء شمال الراين وستفاليا [الإنجليزية]‏.
- 6 يونيو – كونراد أديناور وزير الخارجية.
- 16 أكتوبر – فرانز جوزيف ستراوس الوزارة الاتحادية للتعليم والبحوث (ألمانيا).

## أحداث
- 6 مارس: برلمان ألمانيا الغربية يوافق على 14 تعديل على الدستور للسماح بإعادة التسلح، والسيطرة المدنية على القوات المسلحة، وإعادة التجنيد الإجباري.[1]

## رياضة
- 5 أغسطس – جائزة ألمانيا الكبرى 1956 الفائز خوان مانويل فانجيو.

## مواليد

### يناير
- 1 يناير – نوربرت هورست كاتب ألماني.
- 1 يناير – يواخيم لوتمان صحفي ألماني.
- 1 يناير – ييني فينتر مؤلفة ألمانية.
- 4 يناير – برونو زيمر سياسي ألماني.
- 5 يناير – فرانك-فالتر شتاينماير الرئيس الثاني عشر لجمهورية ألمانيا الاتحادية.
- 7 يناير – أولريش مارتن

### فبراير
- 8 فبراير – هيلموت هوفمان
- 18 فبراير – روديغر أبرامتسيك لاعب كرة قدم ألماني.
- 27 فبراير – هارالد شوه

### مارس
- 12 مارس – يوست غيبرت

### أبريل
- 9 أبريل – توماس هينينج

### مايو
- 3 مايو – بيرند فورستر لاعب كرة قدم ألماني.
- 16 مايو – جوستوس كاريير ممثل ألماني.
- 18 مايو – لوثار توماس دراج ألماني.
- 19 مايو – هلموت كروغ حكم كرة قدم ألماني.
- 29 مايو – نوربرت رايذوفر رائد أعمال ألماني.
- 31 مايو – جيرد ويبر لاعب كرة قدم ألماني.

### يونيو
- 5 يونيو – كريستين شبيشت كاتبة ألمانية.

### أغسطس
- 12 أغسطس – بريجيت كراوس

### سبتمبر
- 24 سبتمبر – إيلونا سلوبيانيك

### أكتوبر
- 6 أكتوبر – روديغر هيلم
- 28 أكتوبر – مانفريد بيرنس سياسي ألماني.
- 30 أكتوبر – كريستينا راو

### نوفمبر
- 14 نوفمبر – هانز يورغن غيدي

### ديسمبر
- 3 ديسمبر – كارل هاينز هوبر
- 5 ديسمبر – كلاوس ألوفس لاعب ومدرب كرة قدم ألماني.
- 14 ديسمبر – إيرهارد وندرليش لاعب كرة يد ألماني.
- 18 ديسمبر – راينهولد ايفالد
- 26 ديسمبر – هانس برينكمان كاتب ألماني.

## وفيات

### يناير
- 1 يناير – عزريئيل كارليباخ (مواليد 1908)
- 3 يناير – يوزيف فيرت (مواليد 1879) سياسي ألماني.

### أبريل
- 29 أبريل – فيلهلم ريتر فون ليب (مواليد 1876) عسكري ألماني.

### مايو
- 6 مايو – كارل بروكلمان (مواليد 1868)

### يوليو
- 7 يوليو – جوتفريد بن (مواليد 1886)

### أغسطس
- 14 أغسطس – برتولت بريشت (مواليد 1898)
- 26 أغسطس – هانز بالتيسبيرجير (مواليد 1924) متسابق دراجات نارية ألماني.

### أكتوبر
- 31 أكتوبر – فرانسيس سيمون (مواليد 1893)

### نوفمبر
- 13 نوفمبر – فيرنر هاس (مواليد 1927) متسابق دراجات نارية ألماني.
- 18 نوفمبر – هرمان ويبر (مواليد 1899)

### ديسمبر
- 24 ديسمبر – هوغو موسلر (مواليد 1875) فيزيائي ألماني.